# 川西小黄菊
川西小黄菊（学名：Tanacetum tatsienense）是菊科菊蒿属的植物，是中国的特有植物。分布于中国大陆的青海、四川、云南、西藏等地，生长于海拔3,500米至5,200米的地区，一般生长在杜鹃灌丛、高山草甸、灌丛和山坡砾石地，目前已由人工引种栽培。

## 别名
鞑新菊（西藏常用中草药）

## 异名
- Pyrethrum tatsienense (Bur. et Franch.) Ling ex Shih var. tanacetopsis (W. W. Smith) Ling